# Moisés Gadea
Moisés Gadea (Managua, 23 de marzo de 1981) es un cantautor Nicaragüense.

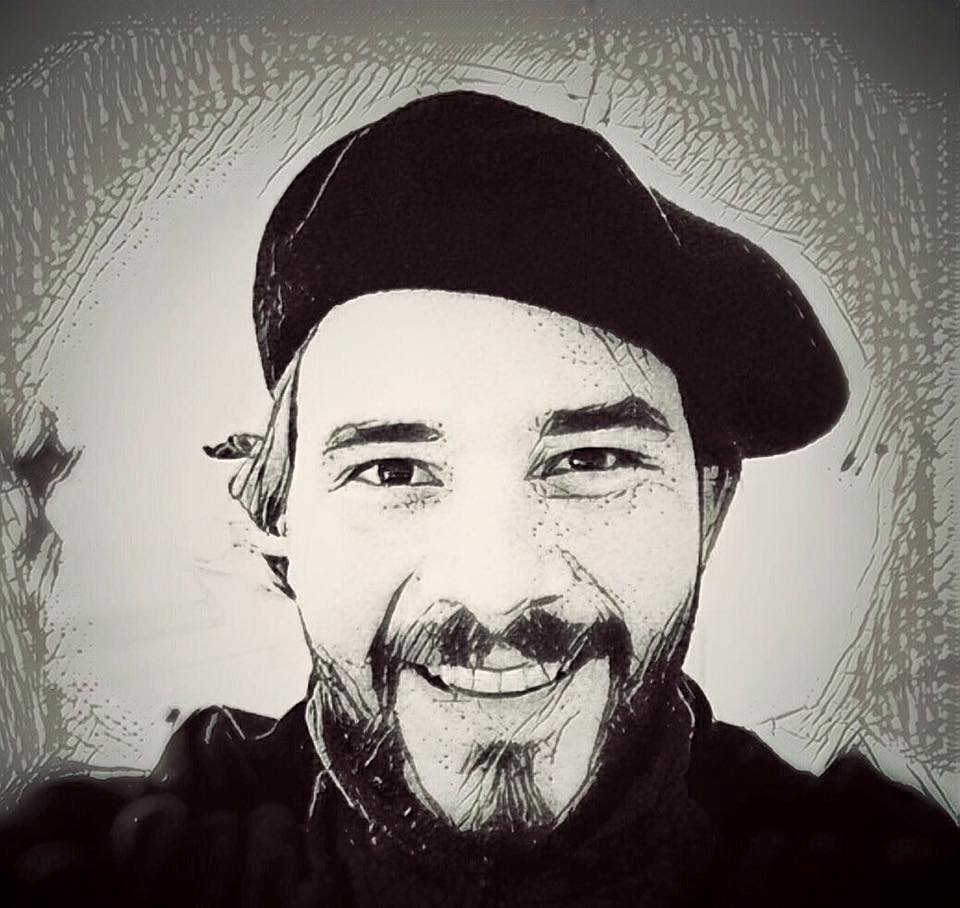
Moisés Gadea

## Carrera musical
A los 12 años inició sus estudios de guitarra clásica. En 1998 formó parte del grupo musical Ixmana. Junto al cantautor Richard Loza y amigos dan origen a este grupo de música folklórica experimental que rescata las raíces de la música nicaragüense y hacen una fusión de diferentes ritmos del país. Logran presentarse en España y Nicaragua y permanecen unidos por dos años.
Luego de la separación de Ixmana, en conjunto con el cantautor Alejandro Mejía, funda el grupo CPU en donde toca la guitarra eléctrica y cuya denuncia política directa los convierte en el grupo de rock más exitoso entre la juventud nicaragüense, al mismo tiempo participa como guitarrista en conciertos del grupo Perrozompopo con Ramón Mejía, con quien también realiza una gira a España en el 2000.
En el año 1998 incursionó en la composición y comenzó a realizar conciertos como solista interpretando canciones de la trova latinoamericana, pero pronto llega a contar con un repertorio completo de canciones propias.
En el 2003 se convirtió en el guitarrista de la cantautora nicaragüense Katia Cardenal A su vez toma de lleno su carrera como solista-cantautor. Viajó con Katia por Nicaragua, Costa Rica, Honduras, España, Suiza, Noruega, Alemania, Guatemala, Dinamarca, Islas Feroe, surgió la oportunidad y presenta su obra como cantautor.
En 2004 grabó su primer disco, Bien arropado, el cual fue lanzado por Moka Discos (en Nicaragua) y en 2004 por Majo Récords (en Noruega). El álbum fue producido por la cantautora Katia Cardenal, en él hizo un dúo con ella y otro con la cantante nicaragüense Norma Gadea.
En 2006 grabó su segundo álbum Aitimaa (‘Madre Tierra’ en finlandés) también lanzado por el sello disquero alternativo Moka Discos. Todas las canciones incluidas fueron compuestas en Europa por Moisés Gadea entre 2004 - 2005, cuenta con la colaboración de la cantautora y productora ejecutiva de este álbum Katia Cardenal en tres temas. Incluye además dos poemas musicalizados por Moisés, uno de Pierre Pierson (cineasta, escritor y productor) y otro de Ricardo Alvarado (embajador de Nicaragua en Dinamarca), de este último nace la canción que da título al álbum.
En el 2008 graba su tercer álbum titulado Laberinto, producido musicalmente por Andrés Sánchez Vega y Moisés Gadea . El mismo año La Asociación de Artistas de Nicaragua Rafael Gastón Pérez en conjunto con la Asamblea Nacional de Nicaragua, le otorgan el reconocimiento como «Compositor del año».
En el año 2012, Moisés Gadea lanza al público su cuarto disco, titulado Colección, en el cual presenta un recorrido por sus diez años de carrera como compositor Nicaragüense. Una recopilación de 20 canciones de sus producciones anteriores. Ese año viajó a Boulder (Colorado) donde presentó una serie de conciertos para ayudar a recaudar fondos a beneficio de Empowerment International, una ONG que trabaja con los niños y niñas de Granada (Nicaragua).
En febrero de 2013 La Asociación de Artistas de Nicaragua Rafael Gastón Pérez, en conjunto con La Asamblea Nacional de Nicaragua y El Instituto Nicaragüense de Cultura, le otorgan el reconocimiento como Cantante del año
En mayo del 2017 lanzó su quinto álbum titulado "Equilibrio  . Diez temas de contenido social, ecológico y romántico que vienen a enriquecer el cancionero de la nueva canción Nicaragüense. Nuevamente con arreglos del maestro Andrés Sánchez Vega, cuenta con la participación de músicos Nicaragüenses y europeos. Grabado entre Nicaragua y Noruega durante un periodo de casi 2 años.
Actualmente Moisés vive en Noruega y realiza conciertos en Europa, Estados Unidos y Nicaragua.

## Discografía
- 2004: Bien arropado.
- 2006: Aitimaa.
- 2008: Laberintos.
- 2012: Colección.
- 2017: Equilibrio